# 동성초등학교 마성분교
동성초등학교 마성분교는 대한민국 경상북도 문경시 마성면 정리3길 30 (정리)에 있었던 공립 초등학교 분교이다.

## 연혁
- 1926년 6월 21일 마성공립보통학교(4년제) 개교
- 1938년 4월 1일 마성공립심상소학교로 개칭
- 1940년 4월 1일 6년제로 개편
- 1941년 4월 1일 마성공립국민학교로 개칭
- 1947년 4월 21일 동성국민학교 (신현분교장) 독립
- 1949년 10월 18일 서성국민학교 (하내분교장) 독립
- 1963년 3월 25일 남호분교장 설립
- 1966년 3월 1일 봉명국민학교 독립
- 1981년 3월 6일 병설유치원 개원
- 1996년 3월 1일 마성초등학교로 개칭
- 1999년 9월 1일 동성초등학교 마성분교로 편입
- 2010년 3월 1일 본교로 통폐합